# ألعاب القوى في الألعاب البارالمبية الصيفية 1972
تضمنت ألعاب القوى في الألعاب البارالمبية الصيفية 1972 73 مسابقة، 37 للرجال و36 للنساء.

## الدول المشاركة
- الأرجنتين (19)
- أستراليا (21)
- النمسا (27)
- جزر البهاما (1)
- بلجيكا (10)
- البرازيل (7)
- كندا (35)
- تشيكوسلوفاكيا (19)
- الدنمارك (1)
- مصر (1)
- فنلندا (15)
- فرنسا (11)
- بريطانيا العظمى (33)
- هونغ كونغ (9)
- المجر (4)
- الهند (9)
- جزيرة أيرلندا (11)
- إسرائيل (19)
- إيطاليا (13)
- جامايكا (17)
- اليابان (24)
- كينيا (3)
- ماليزيا (3)
- مالطا (8)
- المكسيك (5)
- هولندا (13)
- نيوزيلندا (10)
- النرويج (5)
- بولندا (9)
- رودسيا (4)
- جنوب إفريقيا (19)
- كوريا الجنوبية (2)
- إسبانيا (6)
- السويد (14)
- سويسرا (28)
- أوغندا (2)
- الولايات المتحدة (43)
- ألمانيا الغربية (49)
- يوغوسلافيا (20)

## جدول الميداليات
*   البلد المضيف (مضيف)
| المرتبة | فريق                   | ذهبية | فضية | برونزية | المجموع |
| ------- | ---------------------- | ----- | ---- | ------- | ------- |
| 1       | الولايات المتحدة (USA) | 14    | 18   | 17      | 49      |
| 2       | ألمانيا الغربية (FRG)  | 13    | 8    | 11      | 32      |
| 3       | جنوب إفريقيا (RSA)     | 5     | 6    | 6       | 17      |
| 4       | بريطانيا العظمى (GBR)  | 5     | 1    | 1       | 7       |
| 5       | كندا (CAN)             | 4     | 6    | 4       | 14      |
| 6       | اليابان (JPN)          | 4     | 4    | 1       | 9       |
| 7       | جامايكا (JAM)          | 4     | 0    | 1       | 5       |
| 8       | إسرائيل (ISR)          | 3     | 5    | 2       | 10      |
| 9       | أستراليا (AUS)         | 3     | 4    | 4       | 11      |
| 10      | نيوزيلندا (NZL)        | 3     | 3    | 2       | 8       |
| 11      | بولندا (POL)           | 3     | 2    | 4       | 9       |
| 12      | النمسا (AUT)           | 2     | 5    | 4       | 11      |
| 13      | الأرجنتين (ARG)        | 1     | 4    | 1       | 6       |
| 14      | جزيرة أيرلندا (IRL)    | 1     | 2    | 1       | 4       |
| 15      | يوغوسلافيا (YUG)       | 1     | 1    | 2       | 4       |
| 16      | السويد (SWE)           | 1     | 1    | 1       | 3       |
| 16      | رودسيا (RHO)           | 1     | 1    | 1       | 3       |
| 16      | هولندا (NED)           | 1     | 1    | 1       | 3       |
| 19      | سويسرا (SUI)           | 1     | 1    | 0       | 2       |
| 20      | إيطاليا (ITA)          | 1     | 0    | 1       | 2       |
| 20      | النرويج (NOR)          | 1     | 0    | 1       | 2       |
| 20      | بلجيكا (BEL)           | 1     | 0    | 1       | 2       |
| 23      | المجر (HUN)            | 0     | 0    | 1       | 1       |
| 23      | تشيكوسلوفاكيا (TCH)    | 0     | 0    | 1       | 1       |
| 23      | فرنسا (FRA)            | 0     | 0    | 1       | 1       |
| المجموع | المجموع                | 73    | 73   | 70      | 216     |

## ملخص الميداليات

### أحداث الرجال
| الحدث                               | الذهبية                                                                                            | الفضية                                                          | البرونزية                                                                   |
| ----------------------------------- | -------------------------------------------------------------------------------------------------- | --------------------------------------------------------------- | --------------------------------------------------------------------------- |
| 60 م كرسى متحرك 1A                  | يان إيريك ستينبيرج · النرويج                                                                       | دوغلاس بوف · كندا                                               | أندراش فيجيس · المجر                                                        |
| 60 م كرسى متحرك 1B                  | بومغارتنر · ألمانيا الغربية                                                                        | كازومي أوهاشي · اليابان                                         | ر. زايهر · ألمانيا الغربية                                                  |
| 100 م كرسى متحرك 2                  | غاري كير · الولايات المتحدة                                                                        | غولديمان · الولايات المتحدة                                     | باريت · أستراليا                                                            |
| 100 م كرسى متحرك 3                  | فرانك جيسبرز · بلجيكا                                                                              | جوزيف غرايل · النمسا                                            | ستو · الولايات المتحدة                                                      |
| 100 م الكراسي المتحركة 4            | ريموند لويندوفسكي · الولايات المتحدة                                                               | تيري جيدى · أستراليا                                            | رولف يوهانسون · السويد                                                      |
| 100 م الكراسي المتحركة 5            | ب. سيمبسون · كندا                                                                                  | جيليت · الولايات المتحدة                                        | إيبو روك · هولندا                                                           |
| تتابع 4×60 م الكراسي المتحركة مفتوح | الولايات المتحدة (الولايات المتحدة الأمريكية) · جيليت · ريموند لويندوفسكي · ستويو · دونالد فانديلو | كندا (كندا) · والتر دان · ف. هندرسون · يوجين رايمر · ب. سيمبسون | ألمانيا الغربية (ألمانيا الغربية) · و. فلاش · م. نيكيس · شوب · يوهان شوباور |
| رمي القرص 1A                        | إدوند ويبر · ألمانيا الغربية                                                                       | رود فليجر · الولايات المتحدة                                    | ماك نيكول · النرويج                                                         |
| رمي القرص 1B                        | باتريك ريد · جامايكا                                                                               | يوليوس دوفال · الولايات المتحدة                                 | توليوس · ألمانيا الغربية                                                    |
| رمي القرص 2                         | فان رينسبورغ · جنوب إفريقيا                                                                        | غرايم مارِت · نيوزيلندا                                          | جوزى أوكورين · يوغوسلافيا                                                   |
| رمي القرص 3                         | غراهام كوندون · نيوزيلندا                                                                          | فيك رينالسون · أستراليا                                         | جوزيف غريل · النمسا                                                         |
| رمي القرص 4                         | يوجين رييمر · كندا                                                                                 | شوسليتنر · النمسا                                               | ريمي فان أوفيم · بلجيكا                                                     |
| رمي القرص 5                         | راي كلارك · الولايات المتحدة                                                                       | ياكتش كوفاليك · بولندا                                          | حييم فلايتر · إسرائيل                                                       |
| رمي الرمح 1A                        | إيدوند ويبر · ألمانيا الغربية                                                                      | ماكنيكول · الولايات المتحدة                                     | ريتشارد جي هولمز · جنوب إفريقيا                                             |
| رمي الرمح 1B                        | جوليوس دوفال · الولايات المتحدة                                                                    | راؤول دي باولو · الأرجنتين                                      | فولفغانغ كوش · ألمانيا الغربية                                              |
| رمي الرمح 2                         | فان رينسبورغ · جنوب إفريقيا                                                                        | جوزيف ياكر · النمسا                                             | رون هالسي · الولايات المتحدة                                                |
| رمي الرمح 3                         | كلينجانس · ألمانيا الغربية                                                                         | ديفيد ويليامسون · الولايات المتحدة                              | دانيال إيراسموس · جنوب إفريقيا                                              |
| رمي الرمح 4                         | و. فلاتش · ألمانيا الغربية                                                                         | رينو ليفيس · الولايات المتحدة                                   | يوهان شوباور · ألمانيا الغربية                                              |
| رمي الرمح 5                         | روبين فيراري · الأرجنتين                                                                           | حاييم فليتر · إسرائيل                                           | راي كلارك · الولايات المتحدة                                                |
| رمي الرمح الدقيق المفتوح            | إرنست ميشيل · سويسرا                                                                               | رينو ليفيس · الولايات المتحدة                                   | فيك رينالسون · أستراليا                                                     |
| دفع الجلة 1A                        | إدوند ويبر · ألمانيا الغربية                                                                       | هانس روزنست · سويسرا                                            | دوغلاس بوف · كندا                                                           |
| دفع الجلة 1B                        | جوليوس دوفال · الولايات المتحدة                                                                    | ر. ميوز · كندا                                                  | ر. زيير · ألمانيا الغربية                                                   |
| دفع الجلة 2                         | فان رينسبورغ · جنوب إفريقيا                                                                        | رون هالسي · الولايات المتحدة                                    | جوزيف جاغر · النمسا                                                         |
| دفع الجلة 3                         | ديفيد ويليامسون · الولايات المتحدة                                                                 | دانيال إيراسموس · جنوب إفريقيا                                  | جاي سافاج · نيوزيلندا                                                       |
| دفع الجلة 4                         | شوسلايتنر · النمسا                                                                                 | يوهان شوهبير · ألمانيا الغربية                                  | دايل وايلي · الولايات المتحدة                                               |
| دفع الجلة 5                         | Horst Gotthelf · ألمانيا الغربية                                                                   | Jacek Kowalik · بولندا                                          | Jerzy Skrzypek · بولندا                                                     |
| التعرج 1A                           | Douglas Bovee · كندا                                                                               | Rod Vleiger · الولايات المتحدة                                  | McNichol · الولايات المتحدة                                                 |
| التعرج 1B                           | Rosenbaum · الولايات المتحدة                                                                       | Robert Ockvirk · الولايات المتحدة                               | Daniel Jeannin · فرنسا                                                      |
| التعرج 2                            | جوزيبي تريست · إيطاليا                                                                             | غولدمان · الولايات المتحدة                                      |                                                                             |
| التعرج 2                            | جوزيبي تريست · إيطاليا                                                                             | شميكنج · ألمانيا الغربية                                        |                                                                             |
| التعرج 3                            | لارس لوفستروم · السويد                                                                             | رومان · الولايات المتحدة                                        | كارلو جانوتشي · إيطاليا                                                     |
| التعرج 4                            | م. نيكس · ألمانيا الغربية                                                                          | تتسويا ماتسو · اليابان                                          | ياسوهيرو فوجيكاوا · اليابان                                                 |
| التزلج المتعرج 5                    | شوجي ساكاموتو · اليابان                                                                            | هيدشي أوبا · اليابان                                            | روبرت ماكنتاير · أستراليا                                                   |
| الخماسي 1B                          | باتريك ريد · جامايكا                                                                               | جوليوس دوفال · الولايات المتحدة                                 | ر. زيهر · ألمانيا الغربية                                                   |
| الخماسي 2                           | جوزيف ياجر · النمسا                                                                                | شميكنغ · ألمانيا الغربية                                        | غرايم ماريت · نيوزيلندا                                                     |
| البنتاثلون 3                        | ديفيد ويليامسون · الولايات المتحدة                                                                 | هاينز سيمون · ألمانيا الغربية                                   | تيري ماسون · أستراليا                                                       |
| البنتاثلون 4                        | يوجين ريمير · كندا                                                                                 | دبليو فلاش · ألمانيا الغربية                                    | رينو ليفيس · الولايات المتحدة                                               |
| البنتاثلون 5                        | راي كلارك · الولايات المتحدة                                                                       | إد أوين · الولايات المتحدة                                      | موله · ألمانيا الغربية                                                      |

### أحداث السيدات
| حدث                           | الذهبية                                                                            | الفضية                                                                          | البرونزية                                                  |
| ----------------------------- | ---------------------------------------------------------------------------------- | ------------------------------------------------------------------------------- | ---------------------------------------------------------- |
| 60 متر كرسي متحرك 1A          | ماير · ألمانيا الغربية                                                             | أريا دي فريز-نوردام · هولندا                                                    | كارين دونالدسون · الولايات المتحدة                         |
| 60 متر كرسي متحرك 1B          | روزالين جالاجر · جزيرة أيرلندا                                                     | تراسي فريمان · أستراليا                                                         | أندريس · ألمانيا الغربية                                   |
| 60 متر كرسي متحرك 2           | سيتار · يوغوسلافيا                                                                 | كاثلين فاغان · جزيرة أيرلندا                                                    | كريستينا أوفشارشيك · بولندا                                |
| 60 م كرسي متحرك 3             | باربرا هاوي · بريطانيا العظمى                                                      | بينس · كندا                                                                     | إميلي شفارتز · النمسا                                      |
| 60 م كرسي متحرك 4             | كارول براينت · بريطانيا العظمى                                                     | ميلكا ميلينكوفيتش · يوغوسلافيا                                                  | كيسر · الولايات المتحدة                                    |
| 60 م كرسي متحرك 5             | روهن · جامايكا                                                                     | ويكسن · السويد                                                                  | ريتا لاوكس · ألمانيا الغربية                               |
| تتابع 4×40 م كرسي متحرك مفتوح | بريطانيا العظمى (GBR) · كارول براينت · بولين دوكيلو · باربرا هاوي · ماريون أوبراين | ألمانيا الغربية (FRG) · والترود هاجنلوخر · ريتا لاوكس · مارتينا تشوتشيل · وينزل | جامايكا (JAM) · لويس · نيلا مكفيرسون · رون · ليوني ويليامز |
| رمي القرص 1A                  | ماير · ألمانيا الغربية                                                             | أولغا ريكيتي · الأرجنتين                                                        | ساندرا جيمس · رودسيا                                       |
| رمي القرص 1B                  | تريسي فريمان · أستراليا                                                            | أندريس · ألمانيا الغربية                                                        | برومر · الولايات المتحدة                                   |
| رمي القرص 2                   | كريستينا أوفتشارزيك · بولندا                                                       | فان دير شيف · جنوب إفريقيا                                                      | كاثلين فاغان · جزيرة أيرلندا                               |
| رمي القرص 3                   | هاتينغ · جنوب إفريقيا                                                              | إيف إم. ريمر · نيوزيلندا                                                        | روزالي هيكسون · الولايات المتحدة                           |
| رمي القرص 4                   | لو رو · جنوب إفريقيا                                                               | أورا جولدشتاين · إسرائيل                                                        | دارلين كوينلان · الولايات المتحدة                          |
| رمي القرص 5                   | ليوني ويليامز · جامايكا                                                            | سوانيبول · جنوب إفريقيا                                                         | مالكا بوتاشنيك · إسرائيل                                   |
| رمي الرمح 1A                  | ساندرا جيمس · رودسيا                                                               | جويس مورلاند · كندا                                                             | أولغا ريكيتّي · الأرجنتين                                   |
| رمي الرمح 1B                  | ترايسي فريمان · أستراليا                                                           | روزالين جالاهر · جزيرة أيرلندا                                                  | برومر · الولايات المتحدة                                   |
| رمي الرمح 2                   | كريستينا أوفتشارشيك · بولندا                                                       | سلابرت · جنوب إفريقيا                                                           | فان دير شيف · جنوب إفريقيا                                 |
| رمي الرمح 3                   | روزيلي هيكسون · الولايات المتحدة                                                   | إيف م. ريمر · نيوزيلندا                                                         | كيرن · الولايات المتحدة                                    |
| رمي الرمح 4                   | دارلين كينلان · الولايات المتحدة                                                   | ماريا شيتير · النمسا                                                            | ميلكا ميلينكوفيتش · يوغوسلافيا                             |
| رمي الرمح 5                   | زيبورا روبين-روزينبوم · إسرائيل                                                    | مالكا بوتاشنيك · إسرائيل                                                        | سوانيبول · جنوب إفريقيا                                    |
| رمي الرمح بدقة مفتوح          | ميغومي كاواكايمي · اليابان                                                         | روزالي هيكسون · الولايات المتحدة                                                | هيرمينا كرافت · النمسا                                     |
| دفع الجلة 1A                  | أريا دي فريس-نوردام · هولندا                                                       | ساندرا جيمس · رودسيا                                                            | جويس مورلاند · كندا                                        |
| دفع الجلة 1B                  | ترايسي فريمان · أستراليا                                                           | أندريس · ألمانيا الغربية                                                        | شميلوفا · تشيكوسلوفاكيا                                    |
| دفع الجلة 2                   | كريستينا أوفتسارتشك · بولندا                                                       | فان دير شيف · جنوب إفريقيا                                                      | سلبيرت · جنوب إفريقيا                                      |
| دفع الجلة 3                   | إيف إم. ريمر · نيوزيلندا                                                           | إميلي شفارتز · النمسا                                                           | هيلينا سيابالا-زدونيك · بولندا                             |
| دفع الجلة 4                   | أورا جولدستاين · إسرائيل                                                           | لو رو · جنوب إفريقيا                                                            | دارلين كوينلان · الولايات المتحدة                          |
| دفع الجلة 5                   | مالكا بوتاشنيك · إسرائيل                                                           | زيبورا روبين-روزينباوم · إسرائيل                                                | سوانيبول · جنوب إفريقيا                                    |
| سباق التعرج 1A                | ماير · ألمانيا الغربية                                                             | أولغا ريكشيتي · الأرجنتين                                                       | لا شيء                                                     |
| التعرج 1B                     | برومر · الولايات المتحدة                                                           | تريسي فريمان · أستراليا                                                         | إس. لونج · كندا                                            |
| التعرج 2                      | ياماهاتا · اليابان                                                                 | كريستينا بينديتي · الأرجنتين                                                    | شارون مايرز · الولايات المتحدة                             |
| التعرج 3                      | ب. هاوي · بريطانيا العظمى                                                          | بينز · كندا                                                                     | هيلينا تشيابالا-زدونك · بولندا                             |
| التعرج 4                      | كايسر · الولايات المتحدة                                                           | كاواكامي · اليابان                                                              | دارلين كوينلان · الولايات المتحدة                          |
| التعرج 5                      | ميشيكو تاناكا · اليابان                                                            | مارين أوبراين · بريطانيا العظمى                                                 | جيزيلا هيرميس · ألمانيا الغربية                            |
| الخماسي 2                     | روث لامسباخ · ألمانيا الغربية                                                      | فيتر · الولايات المتحدة                                                         | شارون مايرز · الولايات المتحدة                             |
| الخماسي 3                     | إيف إم. ريمر · نيوزيلندا                                                           | روزيلي هيكسون · الولايات المتحدة                                                | بينز · كندا                                                |
| الخماسي 4                     | مارغا فلير · ألمانيا الغربية                                                       | أورا جولدشتاين · إسرائيل                                                        | كارول براينت · بريطانيا العظمى                             |
| الخماسي 5                     | مارين أوبراين · بريطانيا العظمى                                                    | لا أحد                                                                          | لا أحد                                                     |